# Équipe du Kazakhstan de Coupe Davis
L'équipe du Kazakhstan de Coupe Davis représente le Kazakhstan à la Coupe Davis. Elle est placée sous l'égide de la Fédération kazakhe de tennis.

## Historique
L'équipe du Kazakhstan de Coupe Davis est créée en 1995, quatre ans après la dissolution de l'URSS. En 2010, l'équipe réalise une première performance en atteignant les barrages du Groupe mondial, lors desquels elle bat la Suisse (qui joue sans Roger Federer) 5 à 0 à Astana, se qualifiant ainsi pour le Groupe mondial pour la première fois de son histoire. En 2011, les joueurs kazakhs s'imposent 3 à 2 au premier tour face aux Tchèques, les finalistes en 2009 qui jouent pourtant à domicile et sont emmenés par Tomáš Berdych, alors 7e mondial. 
L'année suivante, le tirage au sort voit l'équipe kazakh affronter l'Espagne, tenante du titre, sur ses terres dès le premier tour. Elle sera défaite sur le score de 5-0. Cette défaite au premier tour étant synonyme de barrage, l'équipe du Kazakhstan reçoit en septembre 2012 l'Ouzbékistan à Astana où elle s'impose sur le score de 3-1, maintenant ainsi le pays dans le groupe mondial pour une quatrième année consécutive.
Lors de l'édition 2013, l'équipe kazakhe est désignée tête de série no 8 et passe à nouveau le premier tour en s'imposant 3 à 1 face à l'Autriche, en jouant cette fois à domicile à Astana. Elle s'inclinera ensuite face à la République Tchèque, futur vainqueur de la coupe. 
En 2014, l'équipe conserve son statut de tête de série n°8 et se retrouve de nouveau au rendez-vous des quarts de finale, après sa victoire sur la Belgique, à Astana. Comme l'année précédente, les Kazakhs s'inclinent face au futur vainqueur de la coupe, la Suisse.
En 2015, le Kazakhstan n'est plus tête de série et doit faire face à l'équipe d'Italie au premier tour, à Astana. S'ensuivra une victoire 3-2, propulsant l'équipe en quarts de finale pour une troisième fois consécutive. Elle s'incline en Australie en juillet 2015.
En 2016, l'équipe s'incline au premier tour du groupe mondial face à la Serbie puis en barrages face à la Russie. L'année suivante, elle remporte son barrage face à l'Argentine et réintègre donc le groupe mondial pour l'édition 2018.
En 2018, elle joue son premier tour face à la Suisse privée de Roger Federer et Stanislas Wawrinka, et s'impose à l'issue du double le deuxième jour. Ils affronteront la Croatie en quart de finale.

## Membres de l'équipe
Les joueurs suivants ont été sélectionnés lors de la campagne 2024.
- Alexander Bublik
- Alexander Shevchenko
- Timofey Skatov
- Beibit Zhukayev
- Aleksandr Nedovyesov

## Liste des principaux joueurs
La liste ci-dessous reprend les joueurs qui ont disputé au moins dix matchs en Coupe Davis pour l'équipe du Kazakhstan.
La dernière mise à jour a été effectuée après la rencontre contre le Danemark (Coupe Davis 2024).
| Joueur               | 1re sélection | Matchs | V-D   | V-D simple | V-D double | Rencontres | Années |
| -------------------- | ------------- | ------ | ----- | ---------- | ---------- | ---------- | ------ |
| Alexey Kedryuk       | 1995          | 100    | 66-34 | 43-17      | 23-17      | 51         | 15     |
| Mikhail Kukushkin    | 2008          | 50     | 29-21 | 28-19      | 1-2        | 31         | 14     |
| Andrey Golubev       | 2008          | 42     | 28-14 | 16-7       | 12-7       | 25         | 13     |
| Aleksandr Nedovyesov | 2014          | 29     | 13-16 | 2-5        | 11-11      | 22         | 10     |
| Alexander Bublik     | 2019          | 25     | 14-11 | 11-7       | 3-4        | 14         | 5      |
| Pavel Baranov        | 1998          | 24     | 16-8  | 11-5       | 5-3        | 14         | 4      |
| Igor Chaldounov      | 1995          | 23     | 11-12 | 2-8        | 9-4        | 20         | 5      |
| Dias Doskarayev      | 1999          | 17     | 10-7  | 6-5        | 4-2        | 15         | 6      |
| Dmitriy Makeyev      | 2002          | 17     | 4-13  | 2-9        | 2-4        | 9          | 5      |
| Yuri Schukin         | 2008          | 17     | 9-8   | 2-2        | 7-6        | 13         | 6      |
| Dmitri Arissov       | 1995          | 16     | 7-9   | 5-3        | 2-6        | 11         | 2      |
| Anton Tsymbalov      | 2002          | 14     | 10-4  | 4-2        | 6-2        | 10         | 5      |
| Dmitry Popko         | 2017          | 10     | 4-6   | 4-5        | 0-1        | 6          | 4      |

## Liste des capitaines
- Yuriy Karlov (1995-1999)
- Vladimir Velts (2000-2001)
- Yuriy Karlov (2002)
- Ivan Tsymbalov (2003-2007)
- Yuriy Karlov (2008)
- Igor Chaldounov (2008-2012)
- Dias Doskarayev (2012-2019)
- Yuri Schukin (depuis 2020)